# Masato Harasaki
Masato Harasaki (原崎 政人 Harasaki Masato?), född 13 augusti 1974 i Aomori prefektur, är en japansk före detta fotbollsspelare.
Harasaki började sin karriär 1993 i Fujita Industries (Bellmare Hiratsuka). Med Bellmare Hiratsuka vann han japanska cupen 1994. 1999 flyttade han till Omiya Ardija. Han spelade 178 ligamatcher för klubben. Efter Omiya Ardija spelade han för Vegalta Sendai. Han avslutade karriären 2004.